# Säuerungsmittel
Säuerungsmittel sind Lebensmittelzusatzstoffe, die in der Europäischen Union zugelassen sind, um Lebensmitteln einen sauren Geschmack zu verleihen und den Säuregrad
zu erhöhen.

## Eigenschaften
Säuerungsmittel erhöhen den Säuregrad eines Lebensmittels oder versetzen dieses mit einem sauren bzw. erfrischenden Geschmack. Nur die Apfelsäure und die Orthophosphorsäure schmecken ausschließlich sauer. Die meisten anderen Säuerungsmittel verfügen zusätzlich über einen geringen Eigengeschmack. Sie wirken aromaverstärkend. Außerdem dienen einige Säuerungsmittel als Konservierungsstoff, sofern der pH-Wert ausreichend stark abgesenkt wird. Im Gegensatz dazu sollen Säureregulatoren den pH-Wert eines Lebensmittels konstant halten.

## Verwendung
Eine Auswahl der in der Europäischen Union als Lebensmittelzusatzstoff zugelassenen Säuerungsmittel ist im Folgenden aufgelistet:

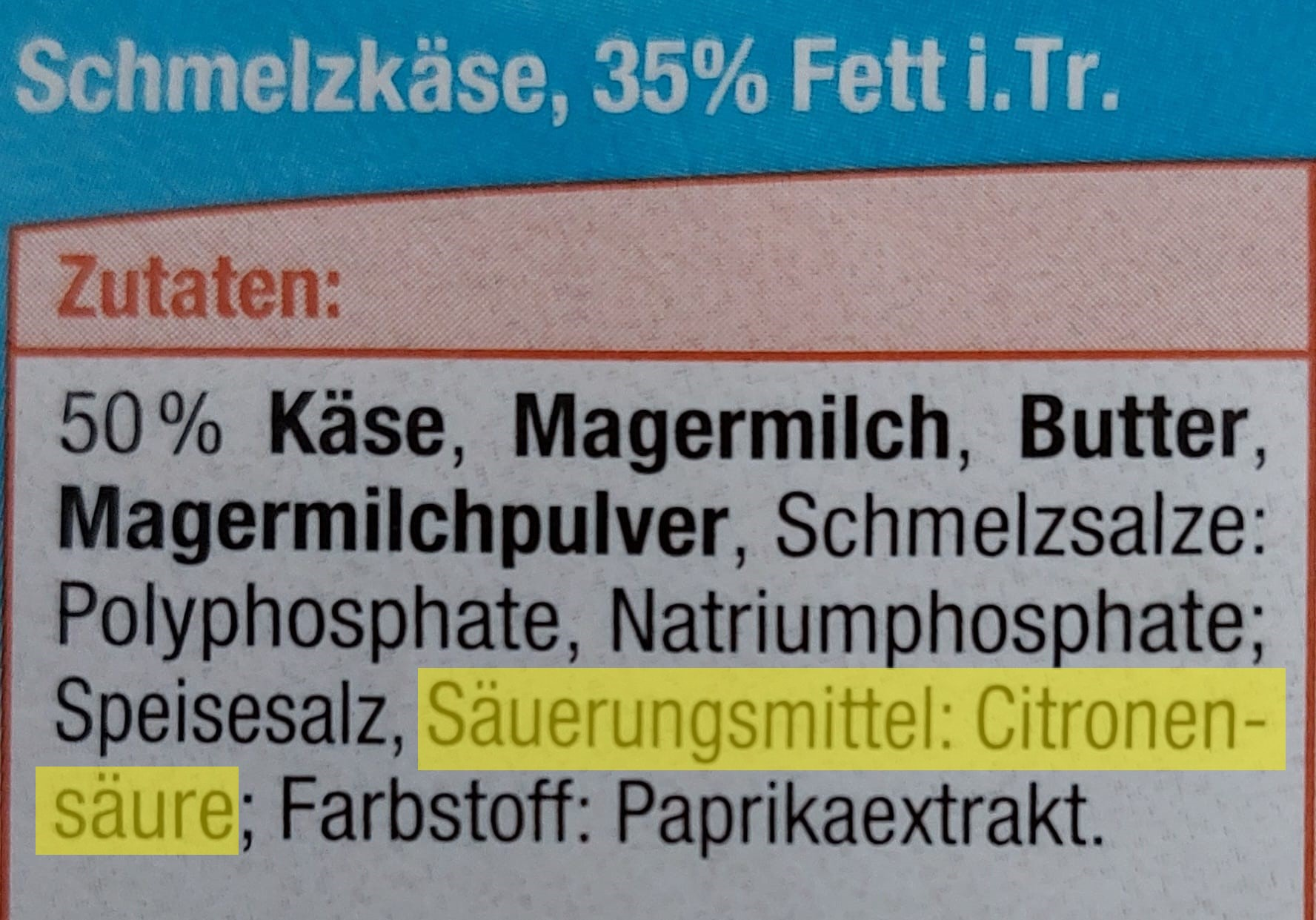
Zutatenliste: Inhaltsstoffangabe eines Säuerungsmittels ohne Angabe der E-Nummer

- E 260 Essigsäure und ihre Salze (E 261 – E 263)
- E 270 Milchsäure
- E 290 Kohlendioxid
- E 296 Äpfelsäure
- E 297 Fumarsäure
- E 300 Ascorbinsäure
- E 330 Citronensäure und ihre Salze (E 331 – E 333)
- E 334 Weinsäure
- E 335 Natriumtartrat
- E 337 Seignettesalz (Natrium-Kalium-Tartrat)
- E 338 Phosphorsäure und ihre Salze (E 339 – E 341)

- E 353 Metaweinsäure
- E 354 Calciumtartrat
- E 355 Adipinsäure
- E 363 Bernsteinsäure
- E 512 Zinn(II)-chlorid

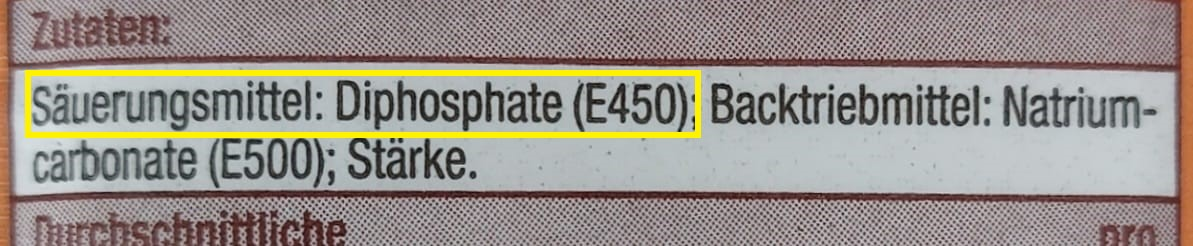
Zutatenliste mit präziser Inhaltsstoffangabe eines Säuerungsmittels mit E-Nummer

Sie werden hauptsächlich für Lebensmittel verwendet, die einen leicht ausgeprägten Sauergeschmack aufweisen sollen. Dazu zählen beispielsweise Feinkostsalate, Sauerkonserven, Obstprodukte, alkoholfreie Erfrischungsgetränke und Dessertspeisen sowie Süßwaren. Sie werden aber auch bei der Produktion von Gebäck wie Brot und Marmeladen, Konfitüren und Gelees eingesetzt.
Einige Säuerungsmittel werden ebenfalls als Geliermittel, Stabilisator oder Backtriebmittel verwendet.

## Rechtliche Situation
In der Europäischen Union sind die Lebensmittelzusatzstoffe gemäß Anhang II der Verordnung (EG) Nr. 1333/2008 (Stand August 2021) sowie in der Schweiz, gemäß der Zusatzstoffverordnung (ZuV) (Stand: Juli 2020) aufgelistet. Die Verwendung von Säuerungsmitteln unterliegt keiner Beschränkung.

## Gesundheitliche Risiken
Säuerungsmittel sind in der Regel gesundheitlich unbedenklich. Sie sind natürlicherweise in einigen Obstsorten vorhanden und werden im Körper verstoffwechselt. Beispielsweise das Zinn-II-Chlorid (E 512) kann jedoch Magenreizungen hervorrufen.